# Cântece de dragoste, de țară...
Cântece de dragoste de țară este un album al interpretului român Tudor Gheorghe.

## Detalii ale albumului
- Gen: Folk
- Limba: Română
- Sunet: Stereo
- Inregistrat: Studio
- Durata album:
- Casa de discuri: Electrecord
- Data lansarii album: 1975

## Lista pieselor
- 01 - Dans  [3:24]
- 02 - Lied  [4:12]
- 03 - Umbra plopilor [4:14}
- 04 - Valsul rozelor [2:29]
- 05 - Cantec vechi [2:08]
- 06 - In fiecare zi [2:43]
- 07 - Cantec [2:29]
- 08 - Cantec oltenesc [1:51]
- 09 - Destin [3:02]
- 10 - Danseaza ursul romanesc [3:25]
- 11 - Rauri [3:30]
- 12 - Cantecul strainatatii [3:13]
- 13 - Tara mea [2:45]